# Cybaeus nojimai
Cybaeus nojimai är en spindelart som beskrevs av Yoh Ihara 1993. Cybaeus nojimai ingår i släktet Cybaeus och familjen vattenspindlar. Inga underarter finns listade i Catalogue of Life.